# Coscoletto
Coscoletto, ou Le lazzarone est une opérette en deux actes composée par Jacques Offenbach sur un livret de Charles Nuitter et Étienne Tréfeu. Elle est créée à Bad Ems, le 16 juillet 1865.

Cette opérette - créée en allemand ou en français  - fut composée pour les estivants de la station thermale où Offenbach séjournait. Dirigée par le compositeur lui-même, la réception de l’œuvre est décrite comme enthousiaste :
« On a bissé la sérénade, bissé la tarentelle, bissé la ronde, on aurait tout bissé si les pauvres chanteurs n’eussent pas demandé grâce. »
Attendue aux Bouffes-Parisiens à l'automne suivant, la pièce n'y fut pas reprise, car Offenbach était accaparé par d'autres projets. L'ouvrage ne fut pas créé à Paris du vivant du compositeur.

## Argument
Naples. Le Vésuve gronde.
Polycarpo, fabricant de cordes, et Arsenico, pharmacien, sont tous les deux amoureux de Mariana, la belle épouse de Frangipani, le marchand de macaroni.
Coscoletto, un lazzarone, est payé par Polycarpo pour chanter sous les fenêtres de Mariana, mais celui-ci n'adresse ses sérénades qu'à la voisine, la charmante fleuriste Delfina dont il est également amoureux. Il a ainsi un alibi contre les soupçons du mari Frangipani, terriblement jaloux.
Cependant, lorsqu'une lettre d'amour anonyme, écrite par Polycarpo, et cachée dans un bouquet de fleurs, parvient à Delfina au lieu de Mariana, la confusion commence. Delfina, analphabète, demande en effet à Mariana de l'aider à écrire une réponse à ce qu'elle croit être une lettre de son mystérieux amoureux.
Après une succession de péripéties et de quiproquo où il est question de volcan, de filtre d'amour, de promesses de vengeance et d'un repas de macaronis empoisonnés, Coscoletto gagne l'amour de Delfina et Mariana reste fidèle à son mari.

## Rôles
| Rôle                             | Créateur                      | Type de voix[réf. nécessaire] |
| -------------------------------- | ----------------------------- | ----------------------------- |
| Coscoletto, chanteur des rues    | Mlle Albrecht (rôle travesti) | ténor ou soprano travesti     |
| Frangipani, vendeurs de macaroni | Falchiéri                     | basse                         |
| Mariana, sa femme                | Mlle Delmary                  | soprano                       |
| Polycarpo, fabricant de cordes   | Gerpré                        | baryton                       |
| Arsenico, pharmacien             | Gourdon                       | baryton                       |
| Delfina, fleuriste               | Mlle Lovato                   | soprano                       |
| Lazzaroni, pêcheurs, gens        |                               |                               |

## Airs musicaux
- Ouverture[9]
- Acte I Scène 1: "Bald wird der junge Tag erscheinen,..."
- Acte I Scène 4: Duo "Der Morgen erwacht" (Delfina, Mariana)
- Acte I Scène 5: Rondo : "Von allen Apothekern in der Welt" (Arsenico)
- Acte I Scène 6: Couplet "Mein treuer Pinscher !" (Polycarpo)
- Acte I Scène 8: Duo "Alles still und leer, wir sind allein"
- Acte I Scène 9: Trio "Seht das Blumenmadchen hier"
- Acte I Scène 13: Final "Den Vulkan horet brausen"
- Acte II: Entracte
- Acte II Scène 2: Couplet "Die Liebe soll ein susses Flaschchen sein"
- Acte II Scène 5: Duo "Ha, Fluch uber sie!" (Frangipani, Delfina)
- Acte II Scène 6: Air "O schauderhaftes Los" (Frangipani)
- Acte II Scène 10: Final "Kennt ihr die kostlichste der Speisen"

## Reprises
La version allemande de l’ouvrage est quelquefois montée outre-Rhin (celle de 2001 a donné lieu à un enregistrement paru chez Capriccio).
Il semble qu’il ait fallu attendre 2007 (à Montargis par La Compagnie du Grand Seize) pour voir en France et en Français une représentation de cette œuvre. Elle est donnée ensuite par l'Opéra de Barie pour sa 10e saison en 2017 puis en 2022 et 2023 au Festival Off d'Avignon par la troupe des Zolibrius.